# Siata Turisa
El Siata Turisa Spyder 750 es un sedán descapotable basado en el SEAT 600, fabricado por la filial Siata Española S.A. en su fábrica situada en Tarragona, el nombre del modelo tiene origen de referencia al nombre en latín de la villa turística de Tosa de Mar (Gerona).
Las modificaciones mecánicas consistieron en aumentarlo a los 750cc, logrando conseguir 31CV más de potencia, tan solo se fabricaría un total de 228 unidades.